# Kvarteret Kemikum

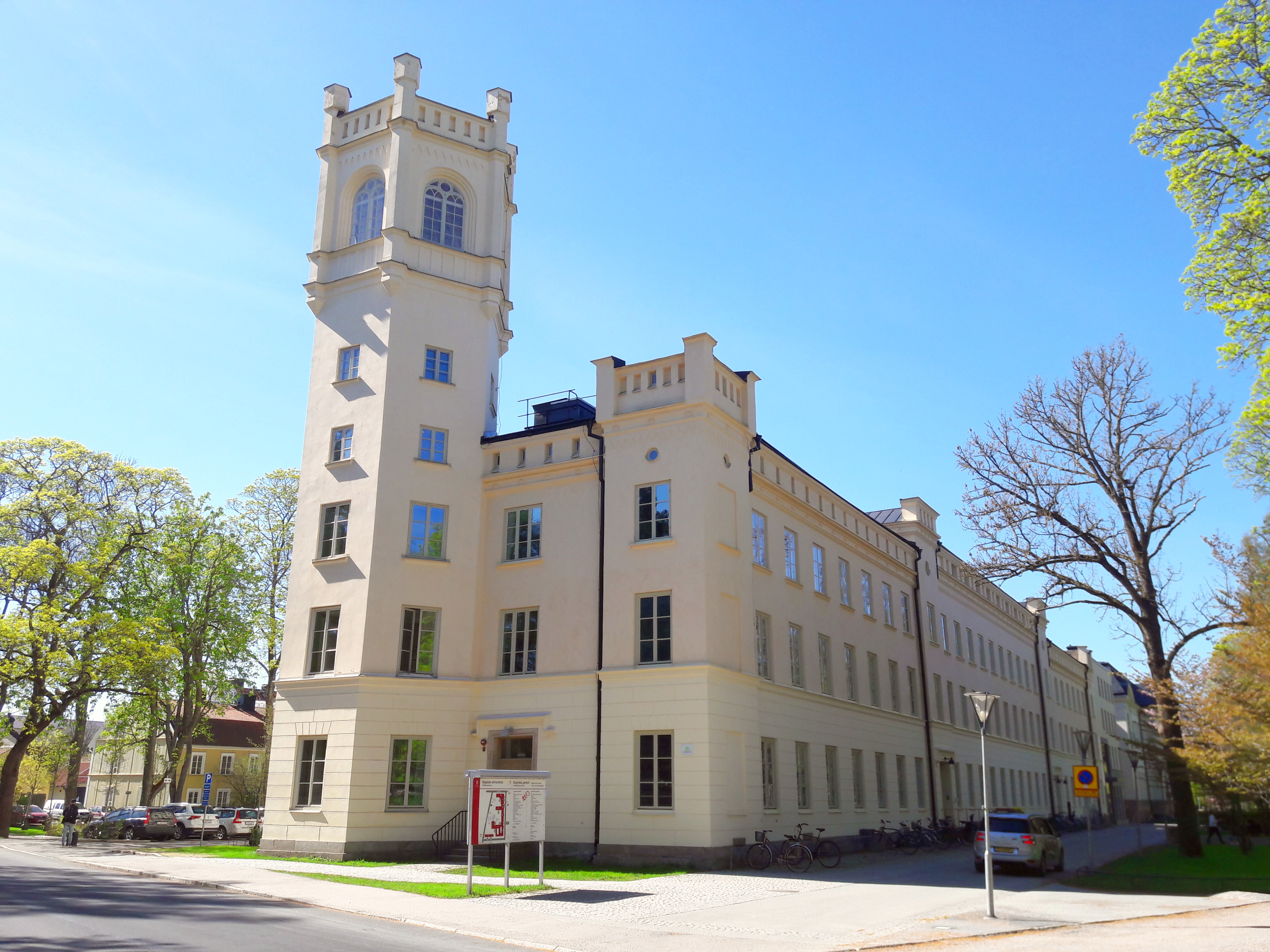
Philologicum nel 2018

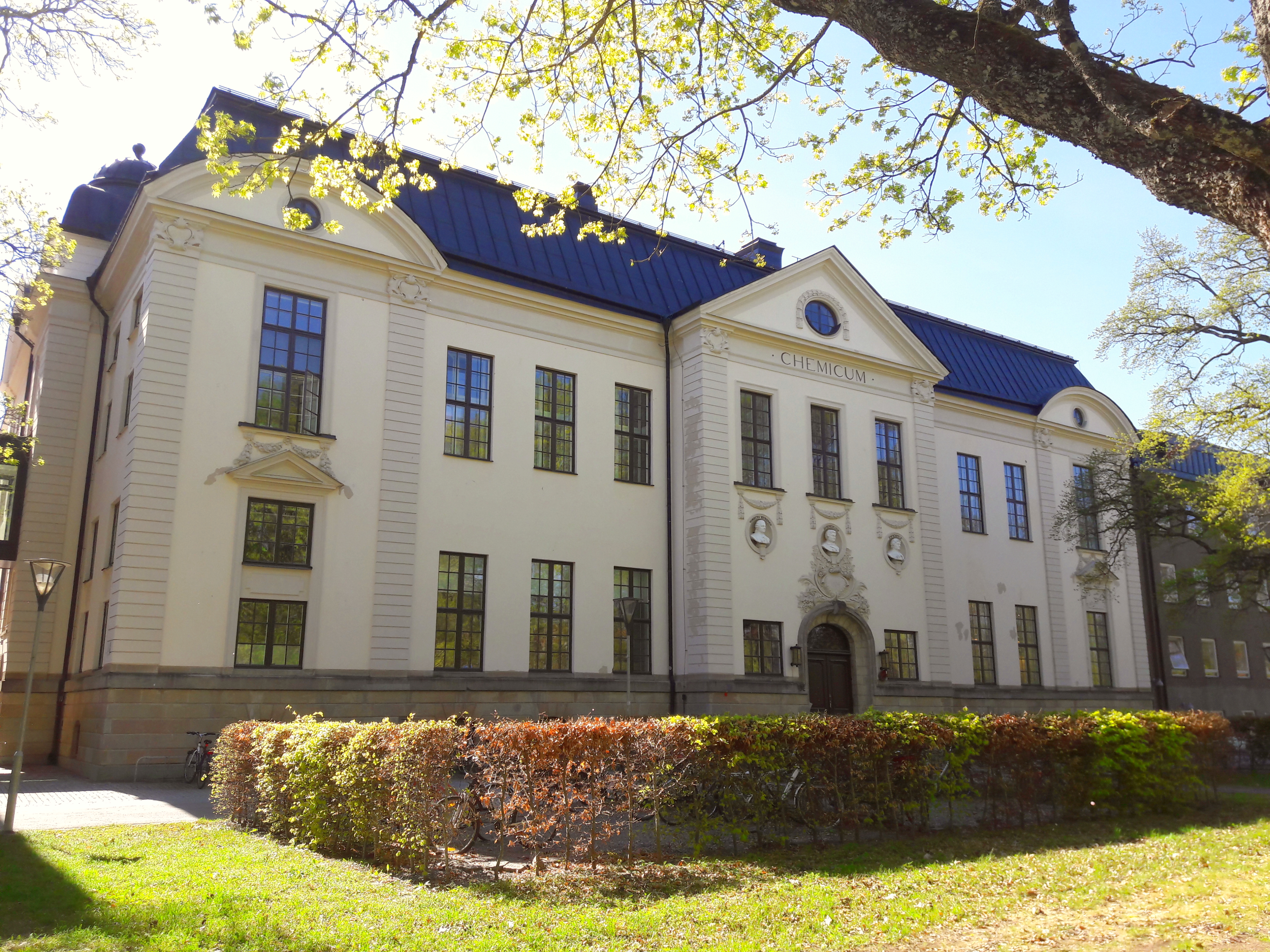
Gamla Kemicum nel 2018

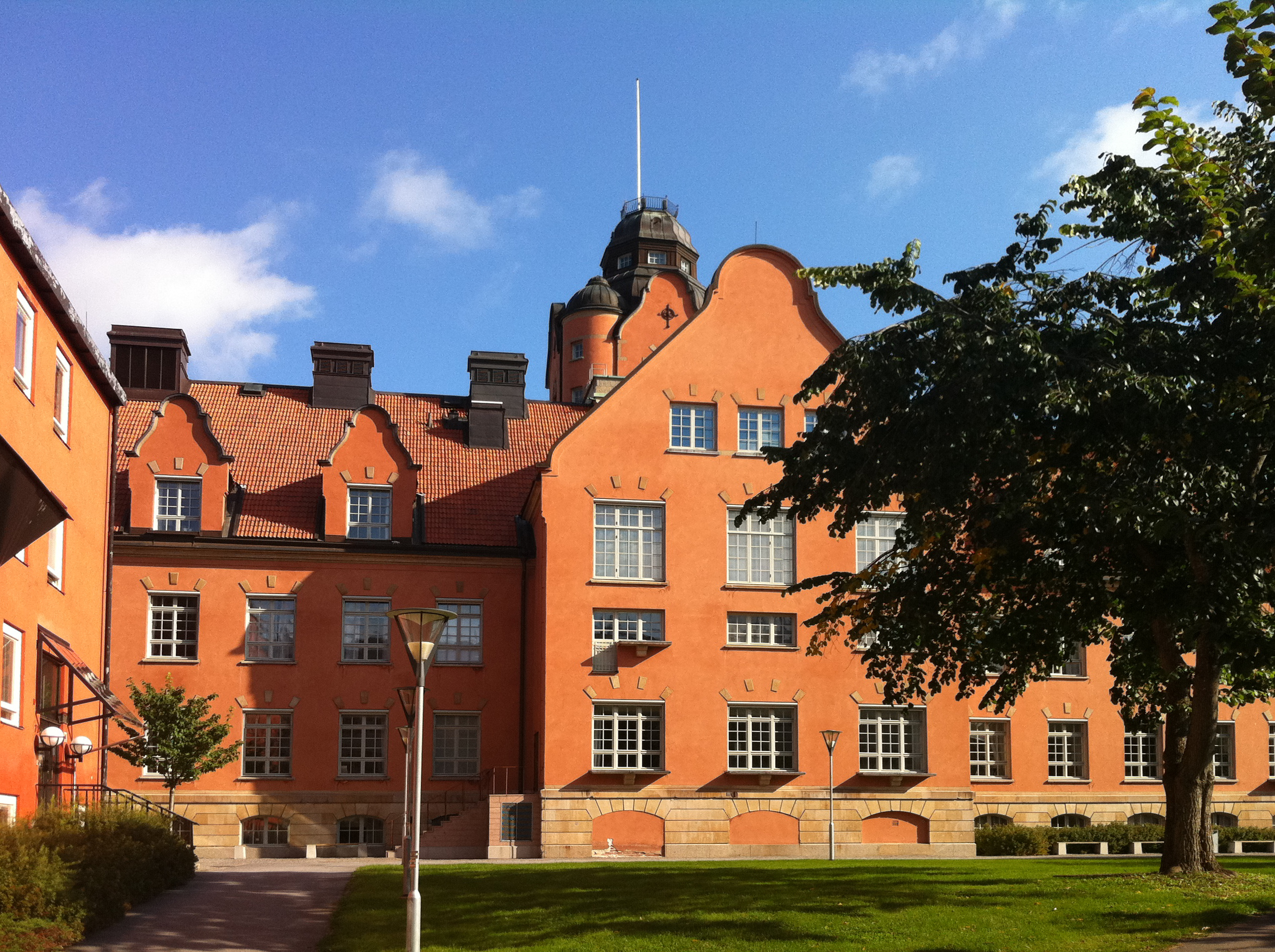
Gamla Fysicum nel 2012

Kvarteret Kemikum è un gruppo di edifici storici (byggnadsminne) situato a Uppsala, di fronte a Engelska parken (con il cui nome è anche comunemente identificato). Costruito originariamente come campus dell'Università di Uppsala per ospitare le istituzioni di scienze naturali, ospita oggi i dipartimenti di teologia, storia, filosofia, linguistica, musica e scienze sociali. Vi ha sede la biblioteca Karin Boye e, fino al 2015, ospitò il laboratorio The Svedberg, centro di ricerca internazionale di fisica delle particelle e terapia protonica.

## Storia
Il campus nacque originariamente per ospitare i laboratori e le aule della facoltà di scienze naturali, ed era noto come kvartret Kemikum. Tra gli anni 1990 e il 2003 le istituzioni di scienze naturali si trasferirono nei nuovi campus di Uppsala biomedicinska centrum, Polacksbacken e Ångströmlaboratoriet, e dopo un restauro i locali vennero riaperti con il nome di Humanistiskt centrum, anche se il vecchio nome kvarteret Kemikum rimane in uso.
Quattro degli edifici che compongono il campus sono byggnadsminne:
- Philologicum, completato nel 1859.[1]
- Gamla Kemicum, completato nel 1904 su progetto di Ture Stenberg.[1]
- Gamla Fysicum, completato nel 1909 su progetto di Ernst Stenhammar, revisionato da Ture Stenberg.[1]
- Prefektvillan, costruito nel 1912–1913 su progetto di Ernst Stenhammar.[2]

## Laboratorio The Svedberg

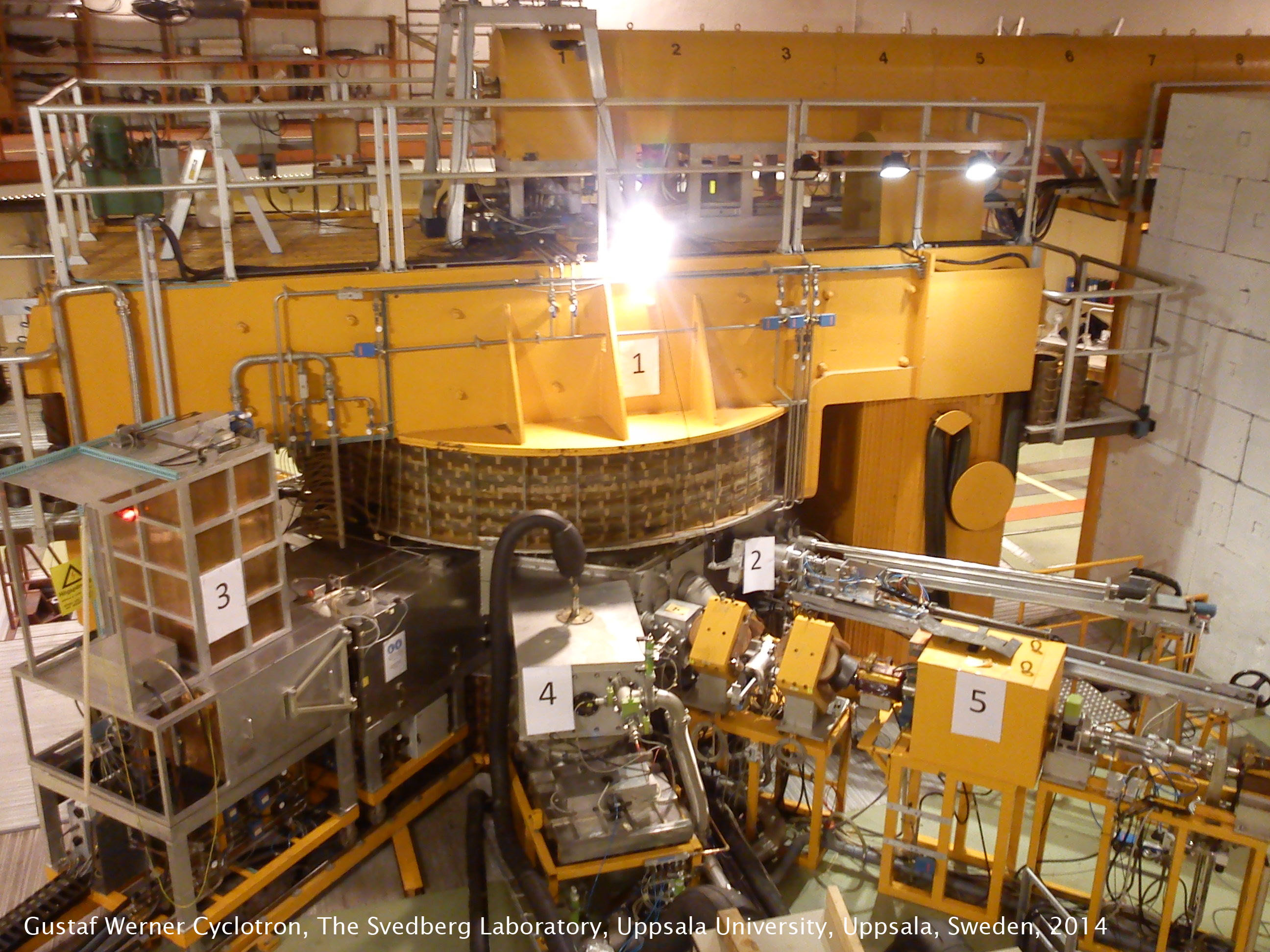
Ciclotrone Gustav Werner

Il laboratorio The Svedberg (The Svedberg-laboratoriet, comunemente abbreviato in TSL) fu un centro di ricerca nazionale che ospitava un insieme di acceleratori di particelle. Il primo acceleratore di particelle venne costruito da The Svedberg e dai suoi collaboratori negli anni 1930. Nel 1945 una donazione da parte di Gustav Werner permise la costruzione di un nuovo sincrociclotrone, entrato in funzione nel 1949, e il laboratorio venne battezzato a suo nome come Gustav Werner Institute.
Tra il 1977 e il 1986 il laboratorio fu chiuso per restaruro, con l'estensione del sincrociclotrone che poteva accelerare particelle fino a 180 MeV. I magneti precedentemente usati al CERN nell'Initial Cooling Experiment vennero ivi trasferiti e il ciclotrone così esteso venne chiamato CELSIUS (Cooling with ELectrons and Storing of Ions from the Uppsala Synchrocyclotron). Alla riapertura, il centro venne rinominato in laboratorio The Svedberg. Dal 1994 al 2004 il laboratorio fu un centro di ricerca nazionale, ospitato dall'Università di Uppsala e aperto a gruppi di ricerca a livello internazionale, con un comitato scientifico responsabile per la selezione dei progetti.
Nel 2004 il laboratorio venne trasformato da centro di ricerca nazionale a laboratorio universitario destinato alla terapia protonica, gestito in collaborazione tra l'Università e l'ospedale universitario di Uppsala. Quando non in uso a scopo medico (principalmente in orari notturni), il ciclotrone CELSIUS venne usato per esperimenti di fisica fino al 2005, quando venne decommissionato. Il laboratorio continuò ad operare come centro di terapia protonica fino al 2015, quando questa venne trasferita in una nuova clinica. Nel 2016 vennero terminati tutti i progetti e venne avviato il decommissionamento del laboratorio.